# Stropní topení
Stropní topení je systém topení a chlazení fungující na principu sálavého tepla. Systém je celoplošný, profily procházejí celým stropem objektu. Do profilů je zasazena třívrstvá otopná trubka, kterou proudí voda o teplotě 26–30 °C. Voda ohřívá ocelové profily, které sálají teplo dále do okolí. Teplo se tak rovnoměrně rozprostře po celé místnosti a nedochází k rozdílným teplotám u podlahy a stropu. Celý systém je zakryt sádrokartonovou konstrukcí.
Systém umožňuje i chlazení. Do systému proudí voda o teplotě cca 17 °C, teplý vzduch v létě stoupá vzhůru, chladná voda teplo absorbuje a odvádí pryč. Místnost se ochladí o cca 6 °C.